# بيتر دوهان
بيتر دوهان (بالإنجليزية: Peter Doohan)‏ (مواليد 2 مايو 1961 في نيوكاسل - 21 يوليو 2017)، هو لاعب كرة مضرب أسترالي سابق وكان يلعب باليد اليمنى. أعلى تصنيف له في الفردي كان المركز الـ 43 في سنة 1987.

## روابط خارجية
- بيتر دوهان على موقع رابطة محترفي التنس (الإنجليزية)
- بيتر دوهان على موقع الاتحاد الدولي لكرة المضرب (الإنجليزية)
- بيتر دوهان على موقع كأس ديفيز (الإنجليزية)
- بيتر دوهان على موقع اتحاد التنس الأسترالي (الإنجليزية)
- بيتر دوهان على موقع خلاصة التنس.كوم (الإنجليزية)